# Khady Sylla
Khady Sylla (Dakar, 27 de março de 1963 - Dakar, 8 de outubro de 2013) foi uma escritora senegalesa. Estudou durante a juventude em Paris e foi professora de alemão na Universidade Cheikh Anta Diop de Dakar. Durante sua carreira de escritora, fez 4 filmes e duas novelas.
Durante muitas décadas, foi uma das poucas escritoras mulheres africanas no mercado europeu.

## Filmografia
- An Open Window (premiado no Festival de Cinema Documental de Marselha)[2]
- Colobane Express (1999)

### Curtas-metragens e documentários
- Les Bijoux (1997)
- Une fenêtre ouverte (2005) (52 min.)